# Strange-kvark
Strange-kvark er den tredje letteste kvark, og er en elementarpartikel. Den er i den 2. af de familier, der beskriver kvarktyperne (sammen med charm-kvark). Strange-kvarken har en masse på 92 MeV/c2, og har en ladning på -1/3 e. Strange-kvarken, har som alle andre kvarker en antikvark, og denne hedder anti-strange-kvark. Strange-kvarken findes i subatomare partikler, kaldet hadroner. Eksempler på hadroner der indeholder strange-kvarker er: Omega-minus og Lambda baryonerne. 